# Melloappen
Melloappen, egentligt namn Melodifestivalen, men publikt och i programmet benämnt Melloappen, är en av SVT framtagen app för röstning i Melodifestivalen. Röstning i appen kallas ofta hjärtröstning, men rösterna har samma värde som övriga röstningssätt i programmet.
Melloappen lanserades 2015 och innebar att det för första gången var möjligt att rösta gratis i programmet. Det här innebar en kraftig ökning av antalet avlagda röster. Populariteten gjorde att appen kraschade under den första finalsändningen. Appen har även haft problem vid senare tillfällen, vilket har skapat rubriker i främst kvällstidningar.
Appen går att använda i hela världen, och finns översatt till engelska, finska samt nord- och sydsamiska. Appens röstningsfunktion är dock bara tillgänglig i Sverige.

## Engagemang i sändning
Sedan införandet av Melloappen har Sveriges Television valt att visa hur stort engagemanget är under varje framträdande. Detta har gjorts med ett bultande hjärta i bild som både visar hur mycket tittarna röstar, men också vilka tittargrupper där engagemanget är som störst. Detta hjärta kunde i många fall "avslöja" vilka bidrag som skulle röstas vidare då ett mer intensivt bultande hjärta hade mer engagemang än ett hjärta som bultade svagt eller inte alls.

## Popularitet
Sveriges Television har aldrig berättat hur stor andel av rösterna i Melodifestivalen som kommer från Melloappen, i förhållande till övriga röstningssätt. Då ökningen av antal röster under appens första användningsår i det närmaste tiodubblades finns det anledning att tro att Melloappens påverkan på programmet är betydande.
Under säsongen 2025 meddelade SVT att över en halv miljard röster dittills hade avlagts i Melloappen. 

## Kritik
Vid appens premiär gick det bara att rösta under ett bidrags framförande. Då få tittare hade laddat ner appen innan sändning innebar det att en av detta års favoriter, Molly Pettersson Hammar, fick väldigt få röster och slutade sexa. Röstningsförfarandet ändrades till året därpå. 
Den kraftiga populariteten av appen har vid olika tillfällen inneburit driftsproblem. I finalen 2015 och deltävling 1 2022 kunde appen inte användas och röstningen genomfördes då endast med hjälp av telefon och sms.
Appens stora popularitet i yngre åldrar innebar inledningsvis kritik att bidrag som tilltalade en äldre publik missgynnades. 2019 valde SVT att delvis göra om röstningssystemet i appen så att rösterna sorterades i tittargrupper som istället delade ut poäng. Under senare år har detta system delvis frångåtts och under senare års säsonger är det bara hälften av finalens bidrag som har gått vidare med hjälp av tittargruppspoäng.

## Andra program
Melloappen har även använts i andra teveprogram producerade av SVT, bland annat Sveriges Tolva (2020), Samiska Melodifestivalen (2024) och Hello Mello (2024).